# Русская рулетка (фильм, 1993)
«Русская рулетка» (англ.: Russian Holiday) — американский фильм 1993 года режиссёра Грейдона Кларка.

## Сюжет
В свой отпуск в Санкт-Петербург приезжает молодая американская школьная учительница Сьюзан Деннисон. У неё завязывается роман с американским бизнесменом из её туристической группы. И всё кажется идеально, пока людей из группы не начинает преследовать таинственный убийца, а российские власти в чём-то их подозревают. Сьюзен становится свидетельницей убийства и обнаруживает, что члены туристической группы возможно не те, за кого себя выдают, и неожиданно запутывается в сети преступлений и лжи заговора с целью кражи и контрабандного вывоза бесценного русского сокровища.

## В ролях
- Сьюзан Блэйкли — Сьюзан Деннисон
- Барри Боствик — Грант Эймс
- Э. Г. Маршалл — Джо Медоуз
- Банни Саммерс — Хелен Медоуз
- Виктория Баррет — Виктория
- Сергей Никашин — Блишков
- Джефф Олтмэн — Милт Холли
- Джойс Филлипс — Молли Холли
- Фрэнк Линч — мошенник